# Pont Bolchoï Krasnokholmski
 (novembre 2023).
Si vous disposez d'ouvrages ou d'articles de référence ou si vous connaissez des sites web de qualité traitant du thème abordé ici, merci de compléter l'article en donnant les références utiles à sa vérifiabilité et en les liant à la section « Notes et références ».
Le pont Bolchoï Krasnokholmski (russe : Большой Краснохолмский мост, Bolchoy Krasnokholmsky most) est un pont situé à Moscou en Russie, il permet de franchir la Moskova. Construit en 1938, il fait partie de la Ceinture des Jardins reliant la place Taganskaïa (ru) et la rue Nijniaïa Krasnokholmskaïa (ru).

## Historique
Le pont est construit dans le cadre de la réalisation du plan général de la reconstruction de la ville de Moscou, un projet ambitieux de l'époque stalinienne dont le gouvernement de Moscou a approuvé la résolution en 1935.

## Caractéristiques
C'est un pont en arc en acier d'une longueur de 725,5 mètres sur 40,0 mètres de largeur. Sa portée de 168 mètres est la plus grande parmi tous les ponts de Moscou. Il présente la particularité d'être disposé en oblique (55°) par rapport à la voie fluviale qu'il franchit afin de respecter le tracé de la Ceinture des Jardins.